# 數碼一台
DBC 數碼一台是DBC數碼電台的一個頻道，前稱「數碼大聲台」，香港數碼廣播停播風波後改稱「數碼一台」，2013年9月16日起命名為「數碼一台 旗艦台」。
頻道在220.352兆赫的11C頻道中播放，選台號碼為01。頻道採用DAB+高清數碼廣播制式，音質比現時調幅及調頻的電台廣播較佳。除了使用數碼廣播收音機外，此頻道還可透過網上直播及手機程式收聽，2015年更擴展至有線電視用戶可以免費收聽，2016年更擴展至樂視網平台191頻道讓全球觀/聽眾透過樂視網免費收看直播。

## 歷史

2013年1月復播時數碼一台所用的標誌。

本頻道最初以「數碼大聲台」於2012年5月15日啟播，是最後一條啟播的頻道，亦標誌著DBC七條頻道全部啟播。
可是開播後五個月，發生了電台股權風波，隨鄭經翰於同年10月9日宣佈DBC正常廣播於翌日下午5時終止，數碼大聲台於2012年10月10日亦停播。其後多名節目主持人，於10月15日起以無償方式義播7日。參與義播節目包括DBC新聞天地、風波裡的茶杯、開心快活人、十級自由Phone等。義播時段與數碼大家台聯播；並由數碼大錢台延時十二小時播出，方便海外聽眾。
2013年1月28日復播後不再沿用過往的「大聲台」名稱，改稱為數碼一台，然而本台和原來的「大同台」（數碼五台）則是最先恢復直播節目時段的頻道，當中包括有《大家真風騷》、《DBC主場》、《星空再遇鐵達尼》等，及後直播時段及有主持人的節目亦大致恢復至停播時的規模。2013年9月，進行了恢播後的首次革新，並改為名「旗艦台」，意即代表本頻道是整個香港數碼電台的核心頻道，並且定位為娛樂、資訊多元化及皇牌主持人盡在此處的頻道，是整個電台的主打頻道。
2016年9月8日開始，DBC數碼電台所有頻道改為重播過往電台節目或播放音樂，電台將按照牌照繼續安排廣播至局方批准停止服務為止。本台因此與三台財經台全日聯播。

## 節目表
現時所有節目重播過往電台節目或播放音樂，一台旗艦台、三台財經台全日聯播。
| 時間  | 星期一         | 星期二         | 星期三         | 星期四       | 星期五         | 星期六   | 星期日              |
| 00:00 | 通宵音樂       | 通宵音樂       | 通宵音樂       | 通宵音樂     | 通宵音樂       | 通宵音樂 | 通宵音樂            |
| 06:00 | 流行經典       | 流行經典       | 流行經典       | 流行經典     | 流行經典       | 流行經典 | 流行經典            |
| 10:00 | 大家「真」風騷 | 告士打道3號    | 大家「真」風騷 | 告士打道3號  | 大家「真」風騷 | 最愛情歌 | 越食越有「營」      |
| 10:30 | 大家「真」風騷 | 告士打道3號    | 大家「真」風騷 | 告士打道3號  | 大家「真」風騷 | 最愛情歌 | 健美星期日:顧本培元 |
| 11:00 | 大家「真」風騷 | 告士打道3號    | 大家「真」風騷 | 告士打道3號  | 大家「真」風騷 | 獨立包裝 | 健美星期日:顧本培元 |
| 11:30 | 大家「真」風騷 | 告士打道3號    | 大家「真」風騷 | 告士打道3號  | 大家「真」風騷 | 獨立包裝 | 醫食同源            |
| 12:00 | 大家「真」風騷 | 健康由醫道開始 | 大家「真」風騷 | 最好的時光   | 大家「真」風騷 | 獨立包裝 | 歲月藏珍            |
| 13:00 | 最愛情歌       | 最愛情歌       | 最愛情歌       | 最愛情歌     | 最愛情歌       | 最愛情歌 | 最愛情歌            |
| 15:00 | 流行經典       | 流行經典       | 流行經典       | 流行經典     | 流行經典       | 流行經典 | 流行經典            |
| 17:00 | 最愛情歌       | 最愛情歌       | 最愛情歌       | 最愛情歌     | 最愛情歌       | 最愛情歌 | 最愛情歌            |
| 19:00 | 醉人音樂       | 醉人音樂       | 醉人音樂       | 醉人音樂     | 醉人音樂       | 醉人音樂 | 醉人音樂            |
| 21:00 | BIG 碧 World   | BIG 碧 World   | BIG 碧 World   | BIG 碧 World | BIG 碧 World   | 樂遊記   | 樂遊記              |
| 22:00 | BIG 碧 World   | BIG 碧 World   | BIG 碧 World   | BIG 碧 World | BIG 碧 World   | Area51區 | Area51區            |
| 23:00 | 怪談2.0        | 怪談2.0        | 怪談2.0        | 怪談2.0      | 怪談2.0        | Area51區 | Area51區            |

| 時間  | 星期一                                                                          | 星期二                                                                          | 星期三                                                                          | 星期四                                                                          | 星期五                                                                          | 星期六    | 星期日                                        |
| ----- | ------------------------------------------------------------------------------- | ------------------------------------------------------------------------------- | ------------------------------------------------------------------------------- | ------------------------------------------------------------------------------- | ------------------------------------------------------------------------------- | --------- | --------------------------------------------- |
| 06:00 | 早晨音樂                                                                        | 早晨音樂                                                                        | 早晨音樂                                                                        | 早晨音樂                                                                        | 早晨音樂                                                                        | 早晨音樂  | 早晨音樂                                      |
| 07:30 | 早晨八達通 （盧覓雪、楊振耀、馮振超、鄭承隆、馮智政、許楨）                     | 早晨八達通 （盧覓雪、楊振耀、馮振超、鄭承隆、馮智政、許楨）                     | 早晨八達通 （盧覓雪、楊振耀、馮振超、鄭承隆、馮智政、許楨）                     | 早晨八達通 （盧覓雪、楊振耀、馮振超、鄭承隆、馮智政、許楨）                     | 早晨八達通 （盧覓雪、楊振耀、馮振超、鄭承隆、馮智政、許楨）                     | 早晨音樂  | 末日樂園 （鄭晉軒）                           |
| 08:00 | 早晨八達通 （盧覓雪、楊振耀、馮振超、鄭承隆、馮智政、許楨）                     | 早晨八達通 （盧覓雪、楊振耀、馮振超、鄭承隆、馮智政、許楨）                     | 早晨八達通 （盧覓雪、楊振耀、馮振超、鄭承隆、馮智政、許楨）                     | 早晨八達通 （盧覓雪、楊振耀、馮振超、鄭承隆、馮智政、許楨）                     | 早晨八達通 （盧覓雪、楊振耀、馮振超、鄭承隆、馮智政、許楨）                     | 與me2聯播 | 末日樂園 （鄭晉軒）                           |
| 09:00 | 早晨八達通 （盧覓雪、楊振耀、馮振超、鄭承隆、馮智政、許楨）                     | 早晨八達通 （盧覓雪、楊振耀、馮振超、鄭承隆、馮智政、許楨）                     | 早晨八達通 （盧覓雪、楊振耀、馮振超、鄭承隆、馮智政、許楨）                     | 早晨八達通 （盧覓雪、楊振耀、馮振超、鄭承隆、馮智政、許楨）                     | 早晨八達通 （盧覓雪、楊振耀、馮振超、鄭承隆、馮智政、許楨）                     | 與me2聯播 | 李居明妙論天下第二輯 (李居明、江美儀、林寄韻) |
| 10:00 | 大家「真」風騷 （梁思浩、江美儀、陳彥行、莊思敏、Bonnie、Kawaii、鄒攝、張啟樂） | 大家「真」風騷 （梁思浩、江美儀、陳彥行、莊思敏、Bonnie、Kawaii、鄒攝、張啟樂） | 大家「真」風騷 （梁思浩、江美儀、陳彥行、莊思敏、Bonnie、Kawaii、鄒攝、張啟樂） | 大家「真」風騷 （梁思浩、江美儀、陳彥行、莊思敏、Bonnie、Kawaii、鄒攝、張啟樂） | 大家「真」風騷 （梁思浩、江美儀、陳彥行、莊思敏、Bonnie、Kawaii、鄒攝、張啟樂） | 與me2聯播 | 李居明妙論天下第二輯 (李居明、江美儀、林寄韻) |
| 11:00 | 大家「真」風騷 （梁思浩、江美儀、陳彥行、莊思敏、Bonnie、Kawaii、鄒攝、張啟樂） | 大家「真」風騷 （梁思浩、江美儀、陳彥行、莊思敏、Bonnie、Kawaii、鄒攝、張啟樂） | 大家「真」風騷 （梁思浩、江美儀、陳彥行、莊思敏、Bonnie、Kawaii、鄒攝、張啟樂） | 大家「真」風騷 （梁思浩、江美儀、陳彥行、莊思敏、Bonnie、Kawaii、鄒攝、張啟樂） | 大家「真」風騷 （梁思浩、江美儀、陳彥行、莊思敏、Bonnie、Kawaii、鄒攝、張啟樂） | 與me2聯播 | 發燒玩家 （何重立、Lawrence、L域、Steven）    |
| 13:00 | 告士打道3號 （鄭啟泰、利嘉兒）                                                  | 告士打道3號 （鄭啟泰、利嘉兒）                                                  | 告士打道3號 （鄭啟泰、利嘉兒）                                                  | 告士打道3號 （鄭啟泰、利嘉兒）                                                  | 告士打道3號 （鄭啟泰、利嘉兒）                                                  | 與me2聯播 | 最好的時光 （張寶華）                         |
| 14:00 | 告士打道3號 （鄭啟泰、利嘉兒）                                                  | 告士打道3號 （鄭啟泰、利嘉兒）                                                  | 告士打道3號 （鄭啟泰、利嘉兒）                                                  | 告士打道3號 （鄭啟泰、利嘉兒）                                                  | 告士打道3號 （鄭啟泰、利嘉兒）                                                  | 與me2聯播 | 健康由醫道開始 （黃嘉瑜、盧頌萱）             |
| 15:00 | 飛常聽（小飛）                                                                  | 飛常聽（小飛）                                                                  | 飛常聽（小飛）                                                                  | 飛常聽（小飛）                                                                  | 飛常聽（小飛）                                                                  | 與me2聯播 | 健美星期日之顧本培元 （顧小培、子欣）         |
| 15:30 | 飛常聽（小飛）                                                                  | 飛常聽（小飛）                                                                  | 飛常聽（小飛）                                                                  | 飛常聽（小飛）                                                                  | 飛常聽（小飛）                                                                  | 與me2聯播 | 越食越有營 （李麗蕊）                         |
| 16:00 | 飛常聽（小飛）                                                                  | 飛常聽（小飛）                                                                  | 飛常聽（小飛）                                                                  | 飛常聽（小飛）                                                                  | 飛常聽（小飛）                                                                  | 與me2聯播 | 為健康打氣 （李麗蕊、梁寶衡）                 |
| 16:30 | 為健康打氣 (重溫)                                                               | 飛常聽（小飛）                                                                  | 飛常聽（小飛）                                                                  | 飛常聽（小飛）                                                                  | 飛常聽（小飛）                                                                  | 與me2聯播 | 健美星期日之醫食同源 （李麗蕊）               |
| 17:00 | DBC主場(與財經台聯播) （李家文、李華明、楊健興、張寶華）                        | DBC主場(與財經台聯播) （李家文、李華明、楊健興、張寶華）                        | DBC主場(與財經台聯播) （李家文、李華明、楊健興、張寶華）                        | DBC主場(與財經台聯播) （李家文、李華明、楊健興、張寶華）                        | DBC主場(與財經台聯播) （李家文、李華明、楊健興、張寶華）                        | 與me2聯播 | 華語歌曲流行指數 （許諾）                     |
| 19:00 | 慢鏡重溫(與財經台聯播) （艾倫）                                                 | 慢鏡重溫(與財經台聯播) （艾倫）                                                 | 慢鏡重溫(與財經台聯播) （艾倫）                                                 | 慢鏡重溫(與財經台聯播) （艾倫）                                                 | 慢鏡重溫(與財經台聯播) （艾倫）                                                 | 與me2聯播 | 越界傾情 （吳婍莉、徐駿楠）                   |
| 20:00 | 樂。回家 （許諾）                                                               | 樂。回家 （許諾）                                                               | 樂。回家 （許諾）                                                               | 樂。回家 （許諾）                                                               | 樂。回家 （許諾）                                                               | 與me2聯播 | 越界傾情 （吳婍莉、徐駿楠）                   |
| 21:00 | Big 碧 world （李碧茹）                                                         | Big 碧 world （李碧茹）                                                         | Big 碧 world （李碧茹）                                                         | Big 碧 world （李碧茹）                                                         | Big 碧 world （李碧茹）                                                         | 與me2聯播 | 歲月藏珍 梁樂熙 (阿化)                        |
| 22:00 | Big 碧 world （李碧茹）                                                         | Big 碧 world （李碧茹）                                                         | Big 碧 world （李碧茹）                                                         | Big 碧 world （李碧茹）                                                         | Big 碧 world （李碧茹）                                                         | 與me2聯播 | 飛比尋常 （卓飛、盧詩棓）                     |
| 23:00 | 怪談2.0 （鬼強，嘉賓主持:阿慧、 Otto王志安）                                    | 怪談2.0 （鬼強，嘉賓主持:阿慧、 Otto王志安）                                    | 怪談2.0 （鬼強，嘉賓主持:阿慧、 Otto王志安）                                    | 怪談2.0 （鬼強，嘉賓主持:阿慧、 Otto王志安）                                    | 怪談2.0 （鬼強，嘉賓主持:阿慧、 Otto王志安）                                    | 與me2聯播 | 飛比尋常 （卓飛、盧詩棓）                     |
| 01:00 | 通宵音樂                                                                        | 通宵音樂                                                                        | 通宵音樂                                                                        | 通宵音樂                                                                        | 通宵音樂                                                                        | 通宵音樂  | 通宵音樂                                      |